# 喬治·沃伊諾維奇
	乔治·维克托·沃伊诺维奇（英語：1936年7月15日—2016年6月12日）为塞尔维亚裔美国政治人物，隶属于共和党。他曾于1999年至2011年间担任联邦参议员，而在此之前曾于1991年至1998年间担任俄亥俄州第65任州长。此外，沃伊诺维奇还曾在1980年至1989年间担任克利夫兰第54任市长，是迄今为止最后一位担任这一职位的共和党人。
沃伊诺维奇担任公职长达46年之久，其仕途开始于1963年成为俄亥俄州的助理检察长，最后成为了代表俄亥俄州的联邦参议员。他是十五位既担任过俄亥俄州州长又担任过联邦参议员的政治人物之一，同时他也是仅有的两位担任过克利夫兰市市长、俄亥俄州州长以及联邦参议员的政治人物之一（另一位是弗兰克·劳什）。除此之外，沃伊诺维奇也是唯一一位既担任过全国州长协会主席，又担任过全国城市联盟主席的政治人物。

## 早年生活
乔治·维克托·沃伊诺维奇出生于俄亥俄州克利夫兰，是约瑟菲娜和乔治·S·沃伊诺维奇的儿子，为这对夫妇全部六个孩子中的长子。

## 个人生活
沃伊诺维奇于1962年与妻子珍妮特结婚并与之育有4位子女，他们分别叫乔治、贝琪、彼得和莫莉，此外他还有9个孙辈。他们最小的孩子莫莉9岁时在上学途中不幸被卡车撞死。
由于窦性心动过缓，医生在2003年6月时给沃伊诺维奇植入了心脏起搏器。
沃伊诺维奇于2016年6月12日在他位于克利夫兰的家中去世，享年79岁。